# Леополд IV (Анхалт-Десау)
Леополд Фридрих IV фон Анхалт-Десау (на немски: Leopold IV Friedrich von Anhalt-Dessau; * 1 октомври 1794, Десау; † 22 май 1871, Десау) от род Аскани, е херцог на Анхалт-Десау (1817 – 1863) и от 30 август 1863 г. херцог на обединеното херцогство Анхалт.

## Живот
Той е най-възрастният син на наследствения принц Фридрих фон Анхалт-Десау (1769 – 1814) и съпругата му Амалия фон Хесен-Хомбург (1774 – 1846), дъщеря на ландграф Фридрих V фон Хесен-Хомбург и Каролина фон Хесен-Дармщат.
Леополд IV Фридрих наследява дядо си херцог Леополд III фон Анхалт-Десау на 9 август 1817 г.
Той се сгодява на 17 май 1816 и се жени на 18 април 1818 г. за принцеса Фридерика Пруска (* 30 септември 1796, Берлин; † 1 януари 1850, Десау), дъщеря на наследствения принц Фридрих Лудвиг Карл фон Прусия и съпругата му Фридерика фон Мекленбург-Щрелиц. Тя е племенница на пруския крал Фридрих Вилхелм III.

## Фамилия
Леополд IV Фридрих и имат децата:
- Августа (1819 – 1828)
- Агнес (1824 – 1897)

∞ 1853 херцог Ернст I фон Саксония-Алтенбург (1826 – 1908)
- Фридрих I (1831 – 1904), херцог на Анхалт

∞ 1854 принцеса Антоанета фон Саксония-Алтенбург (1838 – 1908)
- Мария Анна (1837 – 1906)

∞ 1854 принц Фридрих Карл Пруски (1828–1885), племенник на император Вилхелм I